# نورة بنت عبد الله آل رشيد
نورة بنت عبدالله بن علي بن آل رشيد ، هي إحدى نساء القرن الثالث عشر الهجري، وزوجة الإمام عبدالله بن فيصل بن تركي وقد آلت إمارة حائل إلى والدها الأمير عبدالله خلال الفترة من 1251 - 1263هـ /1835 - 1847م ووالدتها هي سلمى ابنة الأمير محمد بن عبد المحسن بن علي الذي كانت أسرته تتولى إمارة مدينة حائل، وولدت نورة في حائل أواخر العقد الخامس من القرن الثالث عشر الهجري على وجه الترجيح ولعلها سميت بنورة تيمناً باسم عمتها نورة بنت علي بن رشيد، شقيقة والدها.

## نشأتها
نشأت الأميرة نورة في بيت إمارة فوالدها كان أمير منطقة الجبل وعمها «عبيد» أحد أشهر رجال المرحلة والقادة والشعراء غير أن علاقتها الوطيدة مع شقيقها الأصغر محمد كانت إحدى ركائز حكمه ونفوذه حيث وصفها مبعوث روسيا إلى نجد عام 1310هـ «البارون إداوارد نولده» بأنها«شقيقته المحبوبة ورفيقة صباه» لاسيما وأن الأمير محمد تولى زمام إمارة حائل وبدأ توسيع إمارته وكان كثيراً ما يعتزي بشقيقته نورة بقولة «أخو نورة» ولأن اسم نورة كان منتشراً بشكل كبير بين سكان الجزيرة العربية ولأن من عُرف العرب أن يعتزوا بالشقيقة الكبرى؛ فقد حمل هذه «العزوة» كثير من رجالات المرحلة لعل من أبرزهم القائد المؤسس عبد العزيز بن عبد الرحمن.

## حياتها
عُرف عنها الجمال والمكانة الاجتماعية؛ فخطبها الامام فيصل بن تركي لابنه عبدالله من والدها عبدالله بن رشيد، الذي كان يرتبط به بعلاقة جيدة وكان ذلك في فترة 1259/1843 و1260/1844 على وجه التقريب عندما كان عبدالله بن رشيد في زيارة للرياض، وتمت مراسم الزواج في حائل ومن ثم توجهت نورة للرياض بصحبة أخيها الأكبر طلال، وعزز هذا الزواج علاقة أسرة آل رشيد بأل سعود.